# Misato, Miyazaki

Misato (美郷町 Misato-chō?) este un oraș în Japonia, în districtul Higashiusuki al prefecturii Miyazaki.